# 1968年メキシコシティーオリンピックのジャマイカ選手団
1968年メキシコシティーオリンピックのジャマイカ選手団（1968ねんメキシコシティーオリンピックのジャマイカせんしゅだん）は、1968年10月12日から10月27日にかけてメキシコの首都メキシコシティーで開催された1968年メキシコシティーオリンピックのジャマイカ選手団、およびその競技結果。

## 概要
今大会は銀メダル1個、合計1個のメダルを獲得した。

## メダル
| メダル | 選手名             | 競技 | 種目     |
| ------ | ------------------ | ---- | -------- |
| 銀     | レノックス・ミラー | 陸上 | 男子100m |